# The Loneliest Whale: The Search for 52
The Loneliest Whale: The Search for 52 é um documentário estadunidense de 2021, escrito, dirigido e produzido por Joshua Zeman. Leonardo DiCaprio e Adrian Grenier atuam como produtores executivos. O filme acompanha uma equipe de oceanógrafos e cientistas em busca da baleia dos 52 Hertz, uma espécime única conhecida como a mais solitária do mundo. Foi lançado comercialmente nos cinemas e em vídeo sob demanda pela Bleecker Street em 9 de julho de 2021.

## Elenco
O elenco apresenta os seguintes cientistas e oceanógrafos:
- Ana Sirovic - Professora Associada da Universidade A&M do Texas em Galveston
- David Rothenberg - Músico e filósofo, ilustre professor do New Jersey Institute of Technology
- Joe George - Analista técnico aposentado de sistemas oceânicos da Marinha
- John Calambokidis - Biólogo Pesquisador Sênior e um dos fundadores do Cascadia Research Collective
- John Hildebrand - Professor do Scripps Institution of Oceanography da University of California em San Diego

## Produção
Em fevereiro de 2015, foi anunciado que Joshua Zeman dirigiria um documentário sobre a baleia de 52 hertz, com Adrian Grenier como produtor executivo. Em março de 2015, foi anunciado que Leonardo DiCaprio havia se juntado ao filme, como produtor executivo através da Appian Way Productions.

## Lançamento
Em março de 2021, a Bleecker Street adquiriu os direitos de distribuição do filme nos Estados Unidos. O documentário teve sua estreia mundial no Nantucket Film Festival em 17 de junho de 2021. Foi lançado em 9 de julho de 2021, antes do seu lançamento em vídeo sob demanda em 16 de julho de 2021.

## Recepção
No Rotten Tomatoes, o filme tem um índice de aprovação de 85% com base em 34 críticas, com uma nota média de 7,2/10. O consenso dos críticos do site diz: "Provando que 52 é o número mais solitário desde o número um, The Loneliest Whale: The Search for 52 é um documentário envolvente sobre a natureza e os esforços do leviatã para compreender nossos grandes homólogos aquáticos". No Metacritic, o filme possui uma classificação de 69 em 100, com base em 7 avaliações, indicando "críticas geralmente favoráveis".